# Kenya Hijuelos
Verónica Hijuelos Ortiz de Peña (México, 28 de agosto de 1974) es una actriz, cantante y conductora mexicana. Es hija del famoso Mago Chen Kai, por lo que al principio de su carrera se le conoció como Kenya Kai, aunque luego adoptó el nombre de Kenya Hijuelos (con su apellido paterno real) y actualmente se identifica en redes sociales como Kenya Vero Hijuelos. Desde niña ha incursionado en el medio artístico mexicano gracias a su famoso padre. 

## En el teatro
Cuando tenía 10 años en 1984 participó en la puesta en escena Vaselina con Timbiriche, la cual dirigió Julissa, en los Televiteatros (Hoy Centro Cultural Telmex) desenvolviéndose muy bien en su papel y participando en todas las representaciones, esto de 1984 a 1986, participando con los integrantes del grupo Timbiriche de esa época: Diego Schoening, Benny Ibarra, Sasha Sokol, Paulina Rubio, Erik Rubín, Alix Bauer y Mariana Garza, además de Thalía, Eduardo Capetillo, Edith Márquez, Stephanie Salas, Lolita Cortés, entre otros para luego participar en La palomilla y Anita la Huerfanita.

## En la Música

### Timbiriche
En 1982 a los 8 años participó en el segundo festival de “Juguemos a Cantar” en donde formó parte del grupo colibrí interpretando la canción “Mágico”, con la cual ganaron el festival.
En 1989 obtuvo el cuarto lugar en el festival de “Valores Juveniles” A finales de 1991, Hijuelos se une al grupo Timbiriche, entrando en sustitución de Edith Márquez, pues fue la última en hacer el casting de los nuevos elementos en entrar, quedando completada con su incursión el nuevo grupo. Quedando conformado de la siguiente forma: Diego Schoening, Claudio Bermúdez, Silvia Campos, Lorena Shelley, Daniel Gaytán, Tanya Velasco y Kenya Hijuelos, pero al llegar a la primera junta de reunión con los productores, Alexa Lozano apareció sorpresivamente en el lugar, Decidiendo Víctor Hugo O´farril dar con ello su carta de retiro a Claudio Bermúdez y entrando está de último momento en su lugar, quedando la nueva alineación conformada por 5 mujeres y dos hombres. 
Iniciaron los preparativos para el lanzamiento de Timbiriche, clase de baile, canto, proyección, vestuario, eligieron los 12 temas y entraron al estudio de grabación, se editó el material, así para febrero de 1992 todo estaba listo, pero Víctor Hugo O´farill habla con la Hijuelos para que bajará su talento y no se comiera en el escenario a los demás, porque buscaban unidad de grupo y no solistas, por lo mismo las canciones eran interpretadas de forma grupal, para regresar a sus inicios al grupo, por ello también los habían uniformado.
Trabajan las sesiones de fotos y los entrevistan las principales revistas de espectáculos del país para dar a conocer lo nuevo de Timbiriche, así se lanzan los primeros Flayers en los que Silvia y Diego aparecían con el rostro descubierto y los demás tapados con una sábana. Los problemas se hacían más fuerte entre los chicos y faltando dos días para la presentación oficial, llevan a cabo una votación en la que por un voto de más Kenya es retirada del grupo y en su lugar entra Jean Duverger.

### Agualuna
A su salida de Timbiriche, Kenya se sigue preparando y es así como llega la oportunidad de ingresar a Agualuna, agrupación de Toño Berumen, integrada por 4 hombres (Andreas, Víctor, Sergio Ochoa y Bruno Bauche) y 1 mujer (Kenya), en la que lanzan su primer disco en 1993, con el primer sencillo "Baila", al que le siguió "Frankenstein" y "El amor es una loca aventura" y con el que conquistaron al público mexicano, haciendo giras y concierto en muchos lugares del país, sonando temas como "ayudame", "Estamos como estamos", "hombres" y "Solo se que te amo", 11 temas que cambiaron el concepto del pop en México ganando la revelación en los premios ERES y en el Heraldo entre 1993 y 1994.  Además con lo que se ganaron el grabar su segundo disco, por las buenas ventas obtenidas,  el cual no llegó a concretarse por la salida de Andreas (el cual quería ser solista) y Sergio (el cual le quería dar más tiempo a su faceta de actor).

### Solista
Tras varios años de seguirse preparando y tocando puertas, Kenya Hijuelos llega a BMG (Ariola) quienes creen en ella y la firman para grabar su primer disco, el cual ve la luz en 1997, el primer sencillo a promocionar es "Con la pata quebrada" con el cual inicia la promoción, tras esto es invitada para representar a México en el festival de Viña del Mar edición 1998, con el mismo tema, Cautivando al monstruo de la Quinta Vergara con su voz y belleza, mas no logra ganar.  A su regreso a México continua la promoción del segundo sencillo "claro de luna" con el que no pasa nada, participa en la grabación del disco "Unete a los optimista de este año con el tema "Porque pronto el día Vendrá".
A finales de 1998 la disquera decide lanzar un Maxisingle con el sencillo, "Soy la mejor, soy la peor" acompañado de 4 temas del primer disco, el cual tiene buena aceptación, pero el disco jamás ve la luz al mercado musical hasta el día de hoy.

## En Televisión
Inicia su carrera como actriz en la serie Papá soltero entre 1987 y 1988 en papeles pequeños y posteriormente en la telenovela Amor descarado como Yesenia Solís. En 2004 participa en ¡Anita, no te rajes!, donde interpreta a Guadalupe Izquierdo, junto a actrices como Martha Picanes y Jeannette Lehr. En 2006 participa en la telenovela Tierra de Pasiones como María Lorna Gálvez, junto a Catherine Siachoque, Gaby Spanic, entre otros.

## Filmografía
| Año       | Título               | Personaje                  | Empresa                  |
| --------- | -------------------- | -------------------------- | ------------------------ |
| 2017      | Milagros de navidad  | Melissa                    | Telemundo                |
| 2017      | La fan               | Doctora                    | Telemundo                |
| 2016      | Ruta 35              | Rebecca                    | UniMás, Venevisión       |
| 2015-2016 | ¿Quién es quién?     | Ivonne                     | Telemundo                |
| 2013-2014 | Santa diabla         | Lucy Medina                | Telemundo                |
| 2008      | El juramento         | Mirtha                     | Telemundo                |
| 2008      | Alma indomable       | Susana 'Susy'              | Venevisión Internacional |
| 2006      | Tierra de pasiones   | María Lorna Gálvez         | Telemundo                |
| 2004-2005 | ¡Anita, no te rajes! | Guadalupe 'Lupe' Izquierdo | Telemundo                |
| 2003-2004 | Amor descarado       | Yesenia Solís              | Telemundo                |
| 1987-1988 | Papá soltero         | Personajes secundarios     | Televisa                 |

## Discografía
Con grupos
- Timbiriche 11 (1992)
- Agualuna (1993)

Solista
- Kenya (1997)
- Soy la mejor, soy la peor (1998)